# Wodospad Czarownic
Wodospad Czarownic lub Wodospad Ciężkowicki – wodospad w Wąwozie Ciężkowickim, zwanym też Wąwozem Czarownic w miejscowości Ciężkowice w województwie małopolskim. Znajduje się w mezoregionie Pogórze Ciężkowickie i stanowi dużą atrakcję turystyczną.
Dojście do Wąwozu Ciężkowickiego (Wąwozu Czarownic) i Wodospadu Czarownic znajduje się po lewej stronie drogi z Ciężkowic do Staszkówki. Przy wejściu do wąwozu jest niewielki parking,  miejsce biwakowe dla turystów i drewniana brama. Do wąwozu prowadzi niebieski szlak turystyczny. Jest to ten sam szlak, który prowadzi przez rezerwat przyrody Skamieniałe Miasto – znajduje się ono zaraz po prawej stronie wymienionej drogi. Do Wąwozu Czarownic prowadzi ścieżka schodząca w dół i zabezpieczona poręczami. Wąwóz zaczyna się zaraz za kładką na dopływie potoku Ostruszanka. Po przejściu około 45 kończy się on pionową ścianą skalną o wysokości kilkunastu metrów, z której spada wodospad. 
Jest to wodospad schodkowy, mający dwa progi zbudowane z piaskowca ciężkowickiego. Łącznie ma wysokość 14 m. Z wąwozu widoczny jest tylko dolny próg, górna część wodospadu jest niewidoczna. Spadająca z progów woda wyrzeźbiła w piaskowcach typowe kotły eworsyjne. Ilość spadającej wody jest niewielka, czasami przy dłuższej  suszy strumyk w ogóle wysycha. Wrażenie robi jednak wysokość wodospadu i gołe skalne ściany jaru. Szczególnie efektownie wodospad wygląda po większych ulewach. W zimie tworzy się  na nim lodospad.
Nazwa wodospadu związana jest z legendą, według której w wąwozie tym czarownice wraz z diabłami odprawiają swoje sabaty.

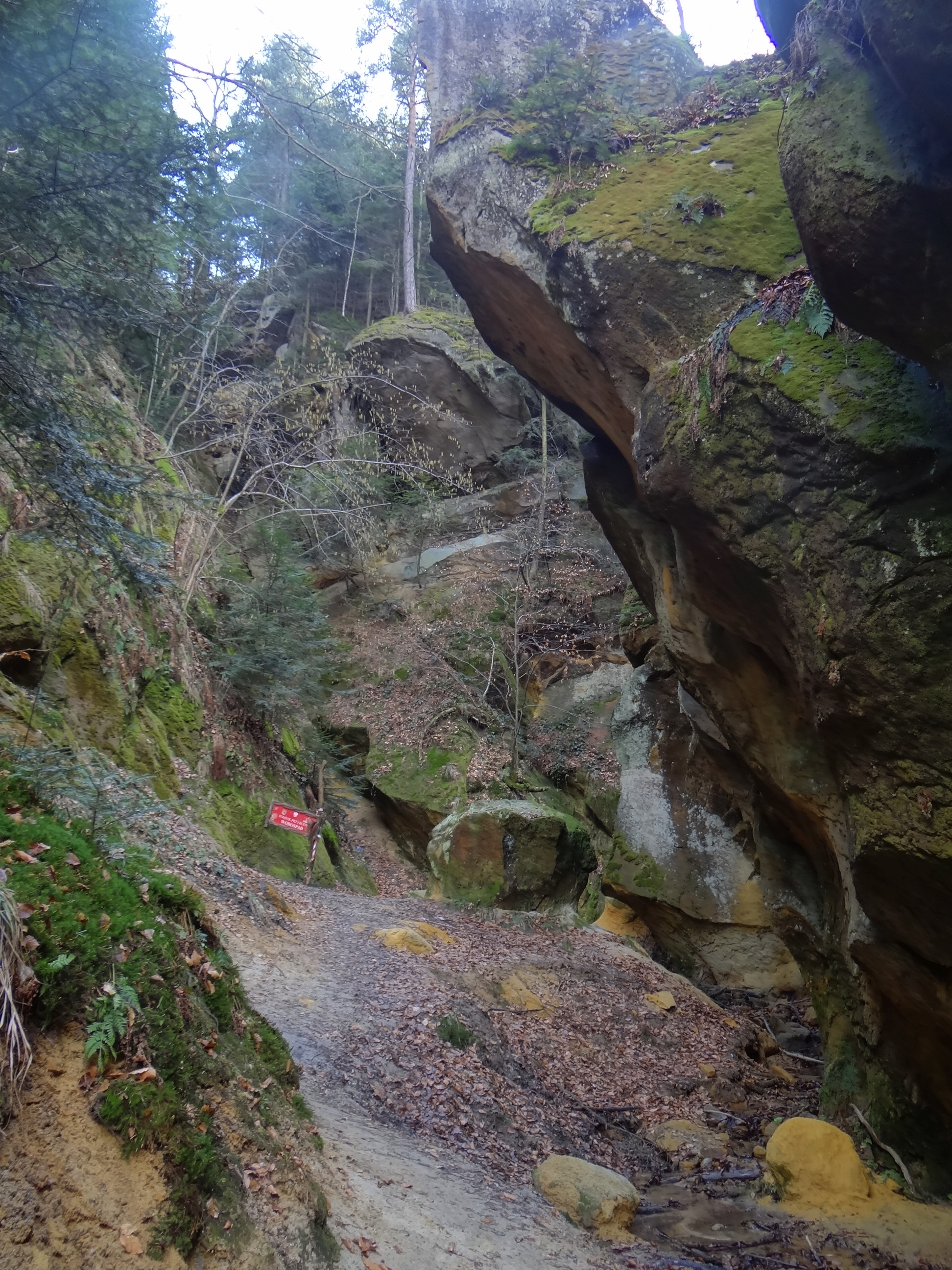
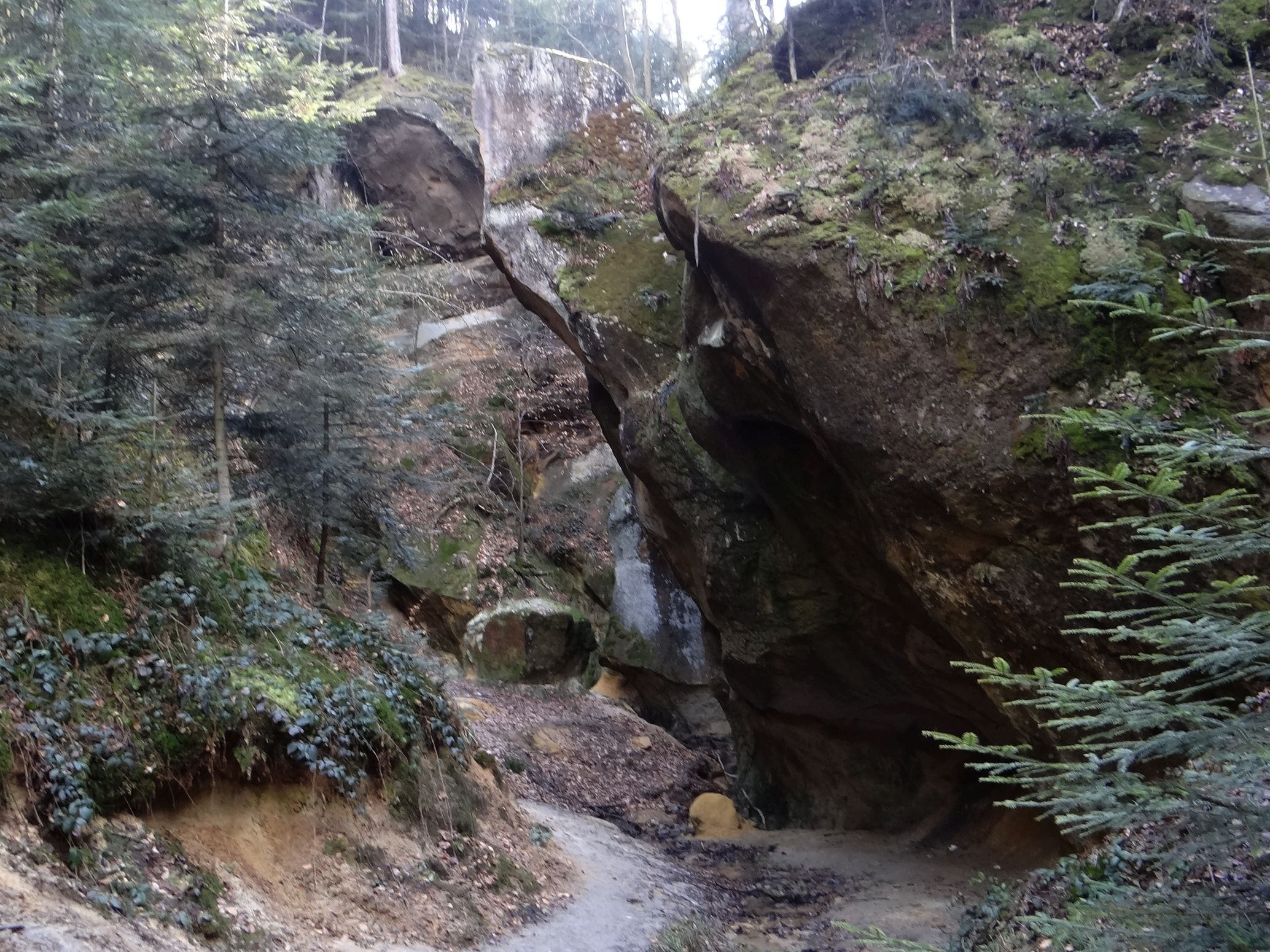
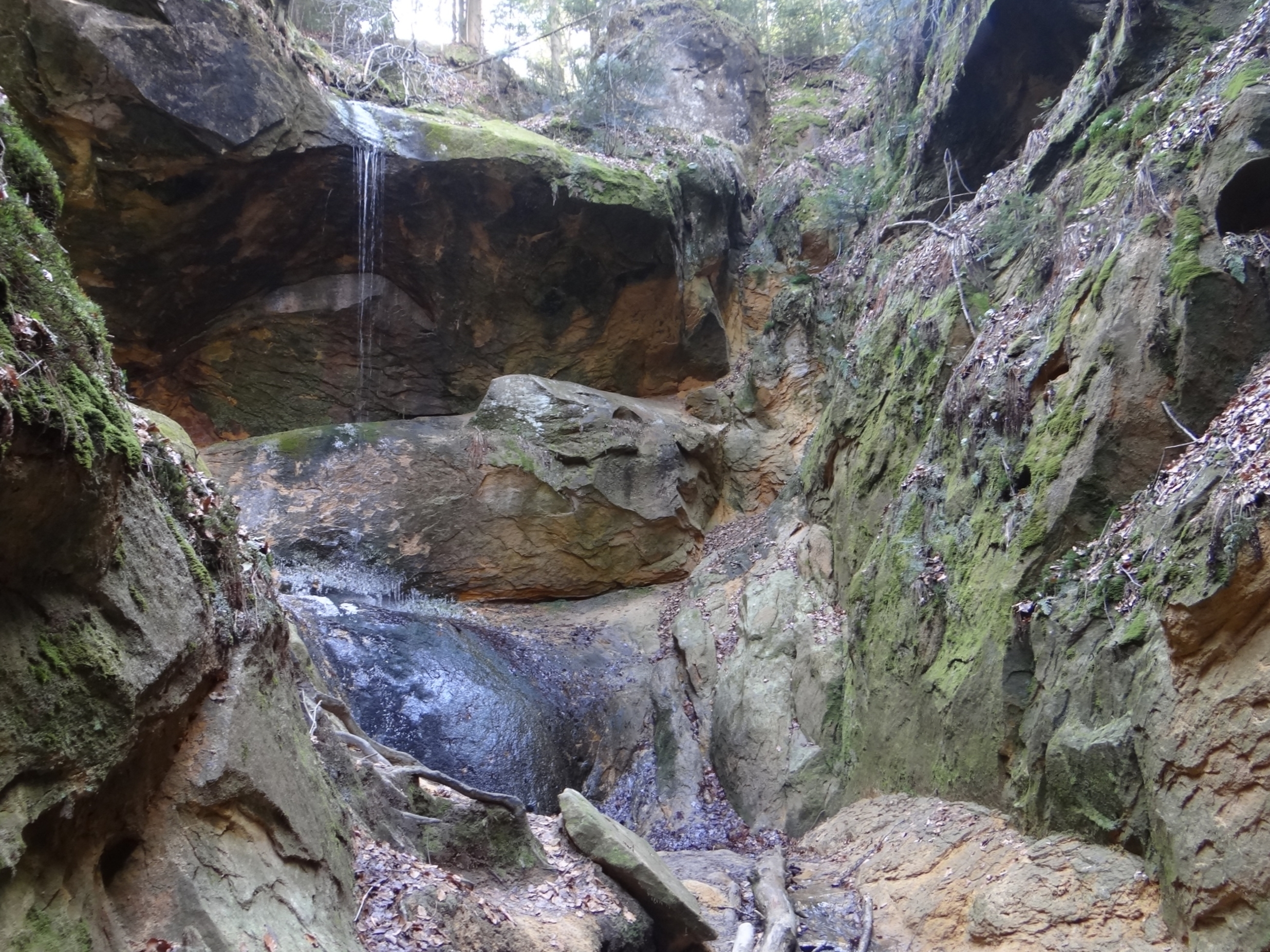
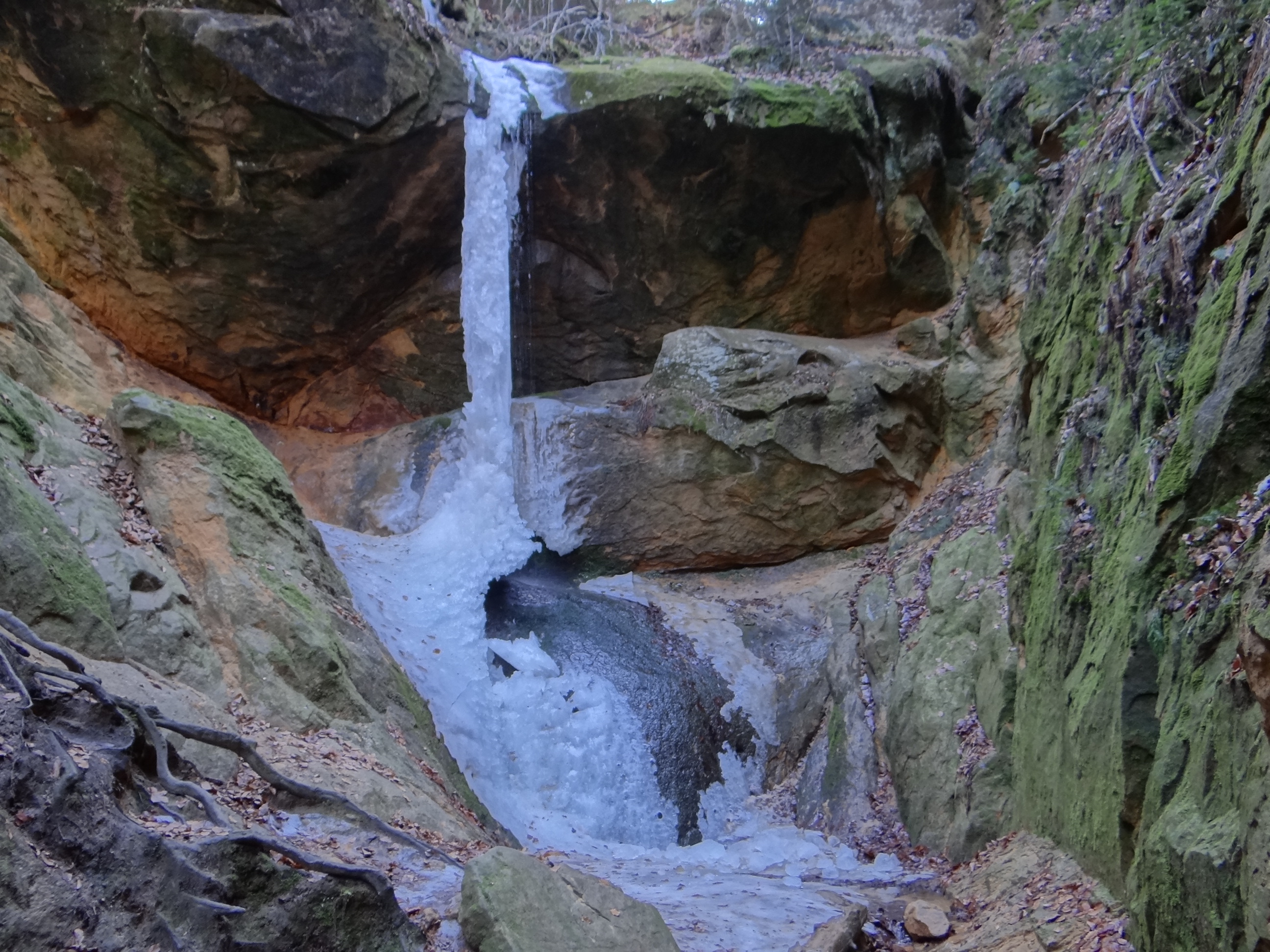